# 미에현 제2구
미에현 제2구(일본어: 三重県第2区)는 일본의 중의원 선거구이다. 1994년 공직선거법이 개정되면서 신설되었다.

## 지역
- 욧카이치시
- 스즈카시
- 나바리시
- 가메야마시
- 이가시

## 역대 국회의원
- 나카가와 마사하루 (소속 정당: 신진당(1996년 ~ 1997년) → 민주당(1998년 ~ 2016년) → 민진당(2016년 ~ 2017년) → 무소속(2017년 ~ 현재), 임기: 1996년 ~ 현재)